# Championnat de France des rallyes 2020
Navigation
2019 2021
Le Championnat de France des rallyes 2020 comptant pour le Championnat de France des rallyes se déroule du 12 mars au 29 novembre 2020. En raison de la pandémie de Covid-19, 5 rallyes asphaltes et 5 sur terre sont annulés. Les titres sont finalement attribués malgré le faible nombre d'épreuves.

## Réglementation
Pour le règlement complet des rallyes, voir ici.

## Épreuves

### Sur asphalte
| Manche | Date            | Rallye                            | Vainqueur                                                                              | Copilote                                                                               | Voiture                                                                                |
| ------ | --------------- | --------------------------------- | -------------------------------------------------------------------------------------- | -------------------------------------------------------------------------------------- | -------------------------------------------------------------------------------------- |
| 1      | 12-14 mars      | Rallye du Touquet                 | Yoann Bonato                                                                           | Benjamin Boulloud                                                                      | Citroën C3 R5                                                                          |
| 2      | 23-25 avril     | Rallye Lyon-Charbonnières         | Épreuves annulées en raison de la pandémie de COVID-19                                 | Épreuves annulées en raison de la pandémie de COVID-19                                 | Épreuves annulées en raison de la pandémie de COVID-19                                 |
| 3      | 12-14 juin      | Rallye Vosges - Grand Est         | Épreuves annulées en raison de la pandémie de COVID-19                                 | Épreuves annulées en raison de la pandémie de COVID-19                                 | Épreuves annulées en raison de la pandémie de COVID-19                                 |
| 4      | 9-11 juillet    | Rallye Aveyron Rouergue Occitanie | Épreuves annulées en raison de la pandémie de COVID-19                                 | Épreuves annulées en raison de la pandémie de COVID-19                                 | Épreuves annulées en raison de la pandémie de COVID-19                                 |
| 5      | 3-5 septembre   | Rallye du Mont-Blanc Morzine      | Yoann Bonato                                                                           | Benjamin Boulloud                                                                      | Citroën C3 R5                                                                          |
| 6      | 25-27 septembre | Rallye Cœur de France             | Yoann Bonato                                                                           | Benjamin Boulloud                                                                      | Citroën C3 R5                                                                          |
| 7      | 16-18 octobre   | Rallye Antibes Côte d’Azur        | Épreuve annulée à la suite des intempéries de la Tempête Alex dans les Alpes-Maritimes | Épreuve annulée à la suite des intempéries de la Tempête Alex dans les Alpes-Maritimes | Épreuve annulée à la suite des intempéries de la Tempête Alex dans les Alpes-Maritimes |
| 8      | 29-31 octobre   | Critérium des Cévennes            | Épreuves annulées en raison de la pandémie de COVID-19                                 | Épreuves annulées en raison de la pandémie de COVID-19                                 | Épreuves annulées en raison de la pandémie de COVID-19                                 |
| 9      | 27-29 octobre   | Rallye du Var                     | Épreuves annulées en raison de la pandémie de COVID-19                                 | Épreuves annulées en raison de la pandémie de COVID-19                                 | Épreuves annulées en raison de la pandémie de COVID-19                                 |

### Sur terre
| Manche | Date            | Rallye                       | Vainqueur                                              | Copilote                                               | Voiture                                                |
| ------ | --------------- | ---------------------------- | ------------------------------------------------------ | ------------------------------------------------------ | ------------------------------------------------------ |
| 1      | 3-5 avril       | Rallye Terre des Causses     | Épreuves annulées en raison de la pandémie de COVID-19 | Épreuves annulées en raison de la pandémie de COVID-19 | Épreuves annulées en raison de la pandémie de COVID-19 |
| 2      | 24-26 juillet   | Rallye Terre de Langres      | Épreuves annulées en raison de la pandémie de COVID-19 | Épreuves annulées en raison de la pandémie de COVID-19 | Épreuves annulées en raison de la pandémie de COVID-19 |
| 3      | 7-9 août        | Rallye Terre du Haut-Var     | Épreuves annulées en raison de la pandémie de COVID-19 | Épreuves annulées en raison de la pandémie de COVID-19 | Épreuves annulées en raison de la pandémie de COVID-19 |
| 4      | 28-30 août      | Rallye Terre de Lozère       | Jean-Baptiste Franceschi                               | Florian Haut-Labourdette                               | Citroën C3 R5                                          |
| 5      | 18-20 septembre | Rallye Terre de Castine      | Grégoire Munster                                       | Louis Louka                                            | Hyundai I20 R5                                         |
| 6      | 9-11 octobre    | Rallye Terre des Cardabelles | Épreuves annulées en raison de la pandémie de COVID-19 | Épreuves annulées en raison de la pandémie de COVID-19 | Épreuves annulées en raison de la pandémie de COVID-19 |
| 7      | 13-15 novembre  | Rallye Terre de Vaucluse     | Épreuves annulées en raison de la pandémie de COVID-19 | Épreuves annulées en raison de la pandémie de COVID-19 | Épreuves annulées en raison de la pandémie de COVID-19 |

## Champions
| Type de rallye | Pilote                   | ASA           | copilote                 | ASA          |
| -------------- | ------------------------ | ------------- | ------------------------ | ------------ |
| Sur asphalte   | Yoann Bonato             | ASA du Rhône  | Benjamin Boulloud        | ASA du Rhône |
| Sur terre      | Jean-Baptiste Franceschi | ASA de Grasse | Florian Haut-Labourdette | ASA de Nice  |